# 彭山北站
彭山北站，位于中华人民共和国四川省眉山市彭山区彭谢公路桥旁，是成贵客运专线上的高铁站，于2014年12月20日启用营运，中国铁路成都局集团有限公司管辖。

## 車站構造
站體设计以「蜀中印象 彭祖山房」为构思，展現彭祖传说和养生文化，以四川传统建筑元素为主题。

## 車站周邊
- 彭山客运中心
- 彭山珠江村镇银行

## 歷史
- 2014年12月20日通车启用。[4]

## 外部連結
- 中国铁路客户服务中心 （页面存档备份，存于）